# Ваћани
Ваћани или Ваћане су насељено мјесто у Далмацији. Припадају граду Скрадину у Шибенско-книнској жупанији, Република Хрватска.

## Географија
Налазе се 10 км сјеверозападно од Скрадина.

## Историја
До територијалне реорганизације у Хрватској насеље се налазило у саставу бивше велике општине Шибеник. Током рата у Хрватској (1991—1995), Ваћани су били у саставу Републике Српске Крајине.

## Култура
У Ваћанима се налази римокатоличка црква Св. Анте.

## Становништво
Према попису из 1991. године, Ваћани су имали 200 становника, од чега 140 Хрвата, 31 Србина и 29 осталих. Према попису становништва из 2001. године, Ваћани су имали 124 становника. Ваћани су према попису становништва из 2011. године имали 120 становника.
| Националност       | 1991. | 1981. | 1971. | 1961. |
| Хрвати             | 140   | 161   | 178   | 253   |
| Срби               | 31    | 49    | 53    | 55    |
| Југословени        |       | 12    | 2     |       |
| остали и непознато | 29    |       | 11    |       |
| Укупно             | 200   | 222   | 244   | 308   |

| Демографија | Демографија | Демографија |
| Година      | Становника  | Становника  |
| ----------- | ----------- | ----------- |
| 1961.       | 308         |             |
| 1971.       | 244         |             |
| 1981.       | 222         |             |
| 1991.       | 200         |             |
| 2001.       | 124         |             |
| 2011.       |             | 120         |

### Презимена
- Бенета — Римокатолици
- Вукадиновић — Православци, славе Св. Николу
- Гњидић — Православци, славе Св. Николу
- Картело — Римокатолици
- Шеркинић — Римокатолици